# Santo Adriano
Santo Adriano is een gemeente in de Spaanse provincie Asturië in de regio Asturië met een oppervlakte van 22,60 km². Santo Adriano telt 270 inwoners (1 januari 2016).

## Demografische ontwikkeling
Bron: INE, 1857-2011: volkstellingen